# Digitální fórum pro střední a východní Evropu
Digitální fórum pro střední a východní Evropu, německy DiFMOE – Digitales Forum Mittel- und Osteuropa, provozuje digitální knihovnu k digitalizaci historického kulturního dědictví Němců a německy a jidišsky mluvících Židů ve východní Evropě. Fórum klade důraz na noviny, časopisy a roční periodika (ročenky, školní zprávy, lidové kalendáře) i obsahuje aktuálně téměř 250 tituly. K nim se také připojují  knihy, obrazové materiály a archivní dokumenty. S více než dvěma miliony digitalizovaných stránek je jednou z největších digitálních knihoven o kultuře a historii německy mluvících menšin ve východní Evropě.

## Zaměření a cíle
DiFMOE bylo založeno v roce 2008 jako registrované sdružení ve Mnichově s cílem vytvořit platformu pro volné a neomezené poskytování digitalizovaných zdrojích, psaných v němčině, ve prospěch institucí zabývajících se s východní Evropou. Podpora budování digitální knihovny DiFMOE a digitalizace většiny projektů byla provedena pomocí Federálního komisaře pro kulturu a média v rámci programu Německá kultura a historie ve východní Evropě. Další projekty byly podporovány Bavorským státním ministerstvem pro rodinu, práci a sociální záležitosti. Partnerské instituce buď půjčují společnosti DiFMOE své původní sbírky k digitalizaci, nebo předávají jí své digitalizované materiály k internetovému zveřejnění. 

## Spolupráce
Dosud byly projekty realizovány ve spolupráci s více než 70 knihovnami, archivy, sdruženími, kulturními a výzkumnými institucemi, ale také s privátními sbírkami v německy mluvících zemích, východní Evropě, Izraeli a Severní Americe. 
Mezi nejdůležitější partnery patří Knihovna Martina Opitza (Herne), Leibnizův institut  pro studia východní a jihovýchodní Evropy (Regensburg), Institut pro německou kulturu a dějiny jihovýchodní Evropy na Mnichovské univerzitě, Institut pro mezinárodní vztahy (Stuttgart), Collegium Carolinum (Mnichov), Herderův Institut (Marburg), Nordost-Institut (Lüneburg), Slezský dům (Königswinter) a Německé kulturní forum pro východní Evropu (Potsdam). Dlouhodobá spolupráce také existuje s Moravskou zemskou knihovnou v Brně, která je zároveň technickým partnerem.

## Problem předaní: etničtí Němci a německy mluvící Židé ve východní Evropě
Rozsáhlá síť partnerů vyplývá z problémů předání německého a židovského kulturního dědictví ve východní Evropě. Pronásledování a vyhubení východních Židů během druhé světové války vedlo také ke zničení mnohých tištěných děl německy a jidiš mluvících Židů. S koncem války zažily početné komunity etnických Němců ve východní Evropě útěk a vyhnání, které často doprovázelo zničení jejich kulturního majetku. Zejména v případě periodik, která díky svému seriálovému přenosu nabízejí zvláštní vhled do historických událostí, jsou ztráty fondů mimořádně vysoké. Mnoho titulů se dochovalo pouze ve fragmentech nebo je rozptýleno v několika institucích. Pouze díky mezinárodní spolupráci a retrodigitalizaci bude poprvé možné toto kulturní dědictví doplnit a konsolidovat.

## Digitální knihovna
V prvních letech se DiFMOE stále zaměřovalo na digitalizaci historických německojazyčných novin a časopisů, ale mezitím se tento kategoriální profil zdrojů diverzifikoval. Do digitalizace byly zahrnuty také knihy (monografie, seriály, drobné publikace), archivní materiály a obrazový materiál (fotografie, pohlednice atd.). Analogicky se značně rozšířilo jazykové spektrum dokumentů. Kritériem pro zařazení sbírky je, aby jako historický prameň dokumentovala soužití německy mluvících menšin s jejich příslušnými sousedy v multietnické kulturní krajině východní Evropy. Vícejazyčné uživatelské rozhraní s diferencovanými možnostmi filtrování umožňuje cílené vyhledávání konkrétních předmětů, názvů a klíčových slov, stejně jako procházení sbírek, kategorií dokumentů apod. Většina tištěných textů je zachycena pomocí OCR a je tak k dispozici s možností fulltextové vyhledávání.

## Digitalizované noviny a časopisy (výběr v němčině)
- Das Abendland
- Allgemeine jüdische Rundschau
- Allgemeine illustrierte Judenzeitung
- Anzeiger der Handels- und Gewerbekammern
- Arbeter-Tsaytung (jidiš)
- Banater Deutsche Zeitung
- Der Bergarbeiter
- Die Bombe
- Der Bote von und für Ungern
- Breslauer Jüdisches Gemeindeblatt
- Brünner Montagsblatt
- Brünner Tagespost
- B.Z. am Abend
- Czernowitzer Allgemeine Zeitung
- Czernowitzer Deutsche Tagespost
- Czernowitzer Morgenblatt
- Czernowitzer Tagblatt
- Deutsche Nachrichten
- Deutsche Post
- Deutsche Stimme
- Deutsche Stimmen
- Deutscher Landruf
- Deutsches Bauernblatt
- Deutsches Tageblatt
- Deutsches Genossenschaftsblatt
- Die Donau
- Die Drau
- Felsőmagyarország (maďarština)
- Fortsetzung der Verhandlungen der mährischen Herren     Stände
- Di frayhayt (jidiš)
- Das freie Wort
- Die Gegenwart
- Die Gemeinschaft
- Hamechaker
- Der Heideboden
- Illustriertes Familienblatt
- Intelligenzblatt für Ungarn
- Israelitischer Lehrerbote
- Izraelita Lapok (maďarština, jidiš)
- Israelitische Gemeinde-Zeitung
- Jeschurun
- Jüdische Gemeinde- und Schulzeitung
- Jüdische Pester Zeitung (jidiš)
- Jüdische Volkszeitung
- Jüdische Zeitung
- Jüdische Zeitung für Ostdeutschland
- Jüdischer Pester Lloyd (jidiš)
- Jüdisches Volksblatt (jidiš)
- Jüdisches Volksblatt
- Jüdische Woche
- Jung Juda
- Die Karpathen
- Die karpatendeutsche Bauernzeitung
- Karpathen-Edelweiss
- Karpathen-Post
- Kaschauer Zeitung
- Kaschau-Eperieser Kundschaftsblatt
- Kassai Szemle (maďarština)
- Kaukasische Post
- Kultur (jidiš)
- Landwirtschaftliche Beilage zur „Deutschen Post“
- Livländisches Amts-Blatt
- Lodzer Rundschau und Handelsblatt
- Neue Lodzer Zeitung
- Mährisches Landtagsblatt
- Marburger Zeitung
- Mitteilungs-Blatt des Jüdischen Volksrats Posen
- Das neue Jüdische Palästina
- Neue Jüdische Pester Zeitung (jidiš)
- Neue Jüdische Rundschau
- Neue Jüdische Zeitung (jidiš)
- Neue Post
- Neue Zeit
- Neues Budapester Abendblatt
- Neues Preßburger Tagblatt
- Oedenburger Arbeiterrat
- Oedenburger Proletarier
- Oedenburger Zeitung
- Der österreichische constitutionelle Bote für Stadt und Land
- Ostjüdische Zeitung
- Oyfboy (jidiš)
- Pannonia (1837–1848)
- Pannonia (1872–1900)
- Pilsner Tagblatt
- Preßburger Aehrenlese zur Belehrung und Unterhaltung
- Pressburger Jüdische Zeitung
- Preßburger Zeitung
- Preßburgisches Wochenblatt
- Der Proletarier
- Das Riesengebirge in Wort und Bild
- Rigaische Stadtblätter
- Rigasche Hausfrauen-Zeitung
- Rigascher Anzeigen
- Schrattenthals Frauen-Zeitung
- Selbstwehr
- Der Siebenbürger Bote
- Siebenbürgisch-Deutsches Tageblatt
- Slavonische Presse
- Die Stimme
- Sudetendeutsche Volkszeitung
- Sudetendeutscher Landbote
- Sudetendeutscher Landbund
- Südböhmische Volkszeitung
- Südmährerblatt
- Der Tag
- (Brünner) Tagesbote
- Ṭšernowitzer bleṭer (jidiš)
- Ungarisch-jüdische Wochenschrift
- Der ungarische Israelit (1848)
- Der ungarische Israelit (1874–1908)
- Ungarländische Jüdische Zeitung
- Unterhaltungsbeilage der Lodzer Zeitung
- Unterhaltungsblatt
- Vereinigte Ofner Pester Zeitung
- Verständigung
- Volksstimme
- Der Volkswart
- Volkswehr
- Volkswille
- Von der Heide
- Die Wahrheit
- Der Wanderer im Riesengebirge
- Weckruf
- Westböhmische Tageszeitung
- Westungarischer Grenzbote
- Westungarische Volksstimme
- Wissen und Kunst
- Wöchentlicher Intelligenz-zetl aus dem Fragamte der Kaiser-Königl. Privilegirten Lehen-Bank zu Brünn in Mähren
- Die Zeit